# 臺中市私立明道高級中學
臺中市私立明道高級中學（簡稱明道中學，簡稱MDHS），是一所位於臺灣臺中市烏日區的私立學校，設有國中部、高中部、技高部及國際部。

## 歷史
1959年12月張志廣、楊德鈞、何雨書創立「武訓中學」，後因經營艱困，於是在1969年9月由王福來、汪廣平等另組董事會接手承辦，並更名為「明道中學」，取「闡明聖學，薪傳道統」之義，且訂定10月22日為校慶。

## 歷任校長
1. 汪廣平 ：1969年5月—1994年7月
2. 汪大永：1994年8月—2001年7月（轉任明道大學）
3. 汪大久 ：2001年8月—2025年7月
4. 陳炤華 ：2025年8月—至今

## 校園設施
- 明道樓（1970年興建，2013年重建，地上5樓）：老師辦公室、行政辦公室、資訊中心，後改為班級教室、衝刺班教室、及教師休閒中心、資訊中心、家長會館、油印室、ESL教師辦公室、專業教室，於2013年拆除重建，2015年完工。現為高中部三年級教室、多媒體製作中心、學務處、教務處、總務處、校長室、人力資源發展處、資訊中心、會計室，並設有如意舞台、通學廊道、青雲路、雨水花園、勵學廣場、世界之窗、星象館、觀星臺、TEDxMingdao講壇等設施。
- 明倫堂（1971年興建，大禮堂，地下1樓地上3樓）生命研習社、表演藝術教室
- 明教樓（1971年興建，地上4樓）：原為單身老師宿舍，現改為專業教室
- 明誠樓（1971年興建，1999年九二一大地震之後拆除重建，地上5樓）：國中部二、三年級教室
- 明智樓（1972年興建，地上5樓）：高職部專業教室、高職部教室
- 明仁樓（1978年興建，地上5樓）：各科系辦公室、國中部辦公室、高中部辦公室、健康中心、高中部一年級教室、高職部一、二年級教室、綜高部一年級教室、聯合服務中心、雲端列印中心
- 輸智大樓（命名取自公輸班，原工科大樓。1981年興建，地下1樓地上5樓）：綜合高中部辦公室、技職教育中心、實習工場、門市服務、電腦教室、統一超商 、好客廳、警衛室、FAB LAB
- 弘道大樓（1984年興建，地下1樓地上5樓）：圖書館、視聽中心、明道文藝社、明志廳、蘭亭雅集、國學講壇、校史館、現代文學館、文化創意處
- 蠡海大樓（命名取自范蠡，原商科大樓。1986年興建，地下1樓地上5樓）：統一超商、餐飲部、高中部二年級教室、綜高部三年級教室、高職餐旅群一、二年級教室、高職部專業教室、家政教室、桌球場、體適能中心
- 明遠大樓（1996年興建，地下2樓地上11樓）：明道中學國際部 MDID、國際部汪楊豐圖書館、國際部教室、頂樓籃球場、鐵梅廳、福來廳、音樂教室、室內溫水游泳池
- 明衡大樓（2000年興建，地上5樓）：學生宿舍、桌球教室、理化實驗室、舞蹈教室
- 大操場與中正台（1970年興建）
  - 童軍營地（1996年增闢）
  - 文學步道（2001年增闢）
  - 藍天舞台（2005年增建，原址為一座蔣介石銅像）
  - 生態池（2007年增建）
- 明謹大樓（2008年興建完成，地下1樓地上6樓）：國中部一年級教室、ESL教室、學生餐廳、攀岩場、導師辦公室、能源研究室。原址為「明謹樓」與「明德樓」（1976年興建，地下1樓地上6樓），原為學生宿舍與學生餐廳，於2006年拆除重建。[2]

## 資料出處
1. 1 2   (PDF). 台中市明道高級中學.   [2023-05-01]. （原始内容存档 (PDF)于2023-05-01）.
2. ↑  .   [2007-08-23]. （原始内容存档于2007-08-15）.

- 明道傑出校友
- 明道中學校友會 （页面存档备份，存于） 官方網站
- 明道人‧校友會訊—1996年6月1日創刊‧張金鈴 主編‧明道中學校友會 發行
- 台灣青年民主協會貼文

## 相關連結
- 明道高級中學 （页面存档备份，存于）
- 財團法人明道文教基金會 （页面存档备份，存于）